# Atypena simoni
Atypena simoni là một loài nhện trong họ Linyphiidae.
Loài này thuộc chi Atypena. Atypena simoni được Rudy Jocqué miêu tả năm 1983.